# Rondo Wiatraczna w Warszawie

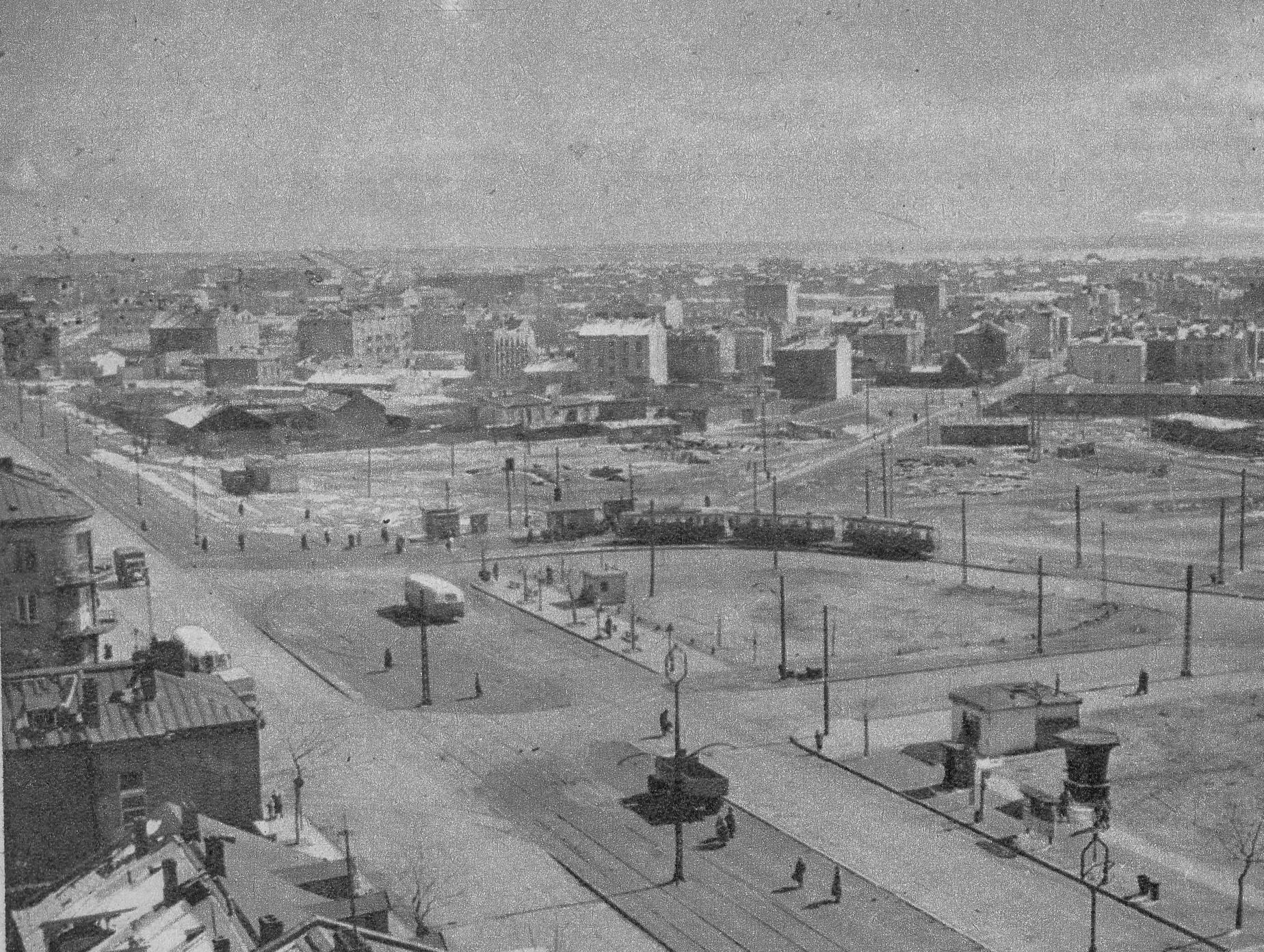
Miejsce, w którym znajduje się rondo Wiatraczna, w latach 50. XX wieku

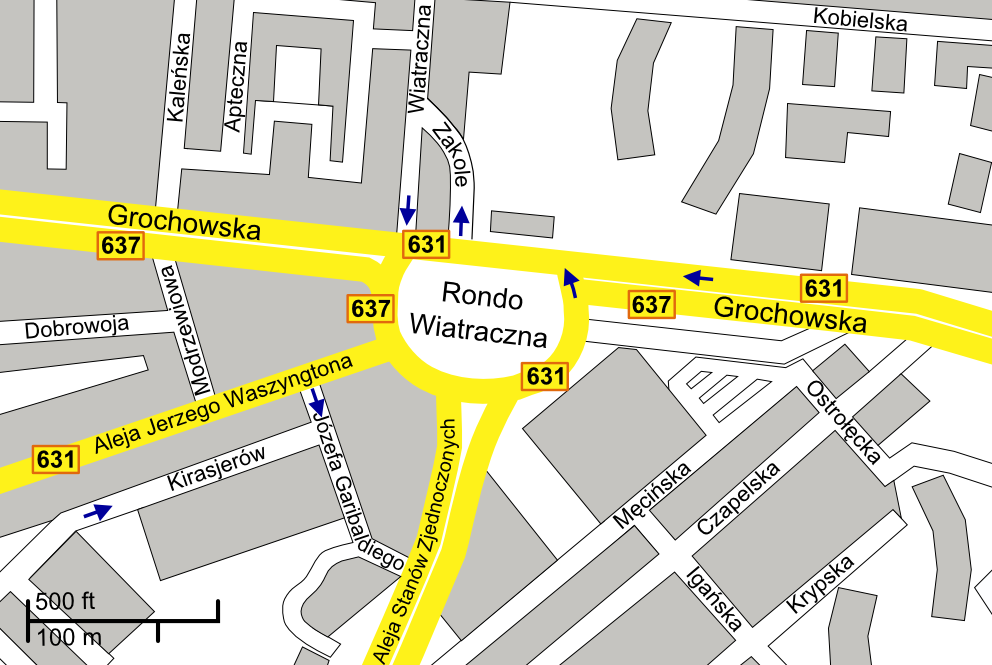
Układ ulic w rejonie ronda

Rondo Wiatraczna – rondo znajdujące się w dzielnicy Praga-Południe w Warszawie.

## Historia
W miejscu obecnego ronda Wiatraczna do 1952 znajdowała się stacja Grochów II z głównym zapleczem technicznym kolejki jabłonowskiej. Były to m.in. parowozownia, warsztaty, wieża ciśnień i magazyny. Drewniane budynki spłonęły podczas obrony Warszawy we wrześniu 1939 i całe zaplecze techniczne przeniesiono do Karczewa. Po zamknięciu w 1952 ruchu na odcinku od stacji Most do Otwocka, w związku z poszerzaniem ulicy Grochowskiej, w 1957 rozebrano wzniesiony przez Niemców w latach 1942–1943 murowany budynek dworca Grochów II. Szyny kolejki usunięto z ulicy w 1959.
W 1973 Prezydium Stołecznej Rady Narodowej zatwierdziło do realizacji w tym rejonie miasta projekt dzielnicowego centrum handlowo-usługowego. W 1977 przy rondzie Wiatraczna otwarto centrum handlowo-usługowe Uniwersam Grochów. W 2016 budynek został zburzony. W jego miejscu powstał budynek mieszczący dwukondygnacyjną galerię handlową pod nazwą Galeria Rondo Wiatraczna i mieszkania,
Plac był określany jako skrzyżowanie ul. Grochowskiej i al. Waszyngtona, ale nie miał on nazwy. Po wybudowaniu dużego skrzyżowania z wyspą centralną (po 1960) od nazwy ul. Wiatracznej zaczęto go nazywać rondem Wiatraczna.
Przez mieszkańców rondo Wiatraczna jest zwyczajowo nazywane Wiatrakiem.

## Opis
Plac jest położony na styku ulic (zgodnie z ruchem wskazówek zegara):
- od północy: ulica Wiatraczna
- od północy: ulica Zakole
- od wschodu: ulica Grochowska w kierunku Gocławka, Wawra i Rembertowa
- od wschodu: wjazd na teren pętli autobusowej „Wiatraczna”
- od południa: aleja Stanów Zjednoczonych
- od południowego zachodu: aleja Jerzego Waszyngtona
- od zachodu: ulica Grochowska w kierunku Pragi-Północ

Skrzyżowanie w kształcie litery „D” jest analogiczne jak plac Narutowicza. Wyspa centralna jest „przyklejona” do ulicy Grochowskiej. Częściowo wyposażone w sygnalizację świetlną. Plac jest węzłem tramwajowym pomiędzy ulicami Grochowską i al. Waszyngtona – na środku placu znajduje się pętla tramwajowa i cztery przystanki.
Rondo Wiatraczna ma duże znaczenie komunikacyjne. Planowana jest budowa ostatniego odcinka obwodnicy śródmiejskiej aż do ronda Żaba.

## Ważniejsze obiekty
- Piekarnia Teodora Reicherta
- Rurki z Wiatraka[9] - działająca od 1958 roku cukiernia oferująca rurki z kremem[10]

## Obiekty nieistniejące
- Uniwersam Grochów